# Почти натурал
«Почти натурал» (англ. Touch of Pink) —  канадско-британская романтическая комедия сценариста и режиссёра Йена Икбала Рашида.

## Сюжет
Алим —  молодой гей. Он родился в Кении, вырос в Торонто, а затем переехал в Лондон, чтобы уйти от навязчивой опеки своих консервативных родителей-мусульман. Парень сталкивается с трудностями каминг-аута перед своей матерью Нуру, а также с проблемами в отношениях с бойфрендом Джайллзом. У Алима есть воображаемый друг (он же ангел-хранитель), который, предположительно, является Кэри Грантом. Ангел даёт парню советы, когда тот оказывается в затруднительном положении. Часто эти советы только добавляют проблем.

## В ролях
| Актёр              | Роль            |
| ------------------ | --------------- |
| Джими Мистри       | Алим            |
| Кайл Маклахлен     | Дух Кэри Гранта |
| Сулека Мэтью       | Нуру            |
| Кристен Холден-Рид | Джайллз         |
| Дин Макдермотт     | Элисдэйр Кит    |
| Линда Торсон       | мать Джайллза   |

## Принятие
На Rotten Tomatoes по состоянию на май 2012 года фильм имеет 36-процентный «гнилой» рейтинг (подсчитан на основе отзывов 61-го рецензента) со средним баллом 6.0 из 10 возможных. Критики сайта пришли к консенсусу, что «Кайл Маклахлен является очень хорошей имитацией Кэри Гранта в этой неестественной и надуманной истории».